# 修道院解散
イングランド王国における修道院解散（しゅうどういんかいさん、英：Dissolution of the monasteries）は、1536年から1539年まで3年かけて行われた政策を指す。宗教改革の一環として敢行、イングランド国内の多くの修道院が解散、財産を没収された。

## 経過
国王ヘンリー8世と王妃キャサリン・オブ・アラゴンの離婚問題がきっかけで始まった宗教改革は1533年の上告禁止法、翌1534年の聖職者服従法と第一継承法、反逆法や国王至上法といった相次ぐ宗教改革議会での制定で、カトリックから離脱したプロテスタントのイングランド国教会誕生に至った。ヘンリー8世は離婚を国内問題として処理、キャサリンと離婚してアン・ブーリンと再婚、一連の立法に尽力した側近トマス・クロムウェルと共に修道院の解散に着手した。修道院解散は以前王の側近だったトマス・ウルジーが実行したことがあるが、解散した修道院の数は30だけで、ウルジーの下で解散に携わったクロムウェルはより範囲を広げようと考えていた。
修道院はキリスト教世界の精神的指導者として大きな役割を果たし、王家に洗礼場所や国事の舞台を提供するなど王家とも密接な関係にあった。だが次第に世俗化した修道院は堕落・腐敗して国民の信頼を失い、存在理由を問われていた。加えて、ローマ教皇に忠誠を誓い、ローマ教皇庁の出先機関と見られた修道院をヘンリー8世が危険視、同時に修道院が保有する莫大な財産を目当てに解散・財産没収を企てたことが解散の背景に挙げられ、イングランドに800以上もある修道院は国内全土の約5分の1から約4分の1にも及ぶ土地を占め、年収は約17万ポンドと推定される。ただし王の解散対象は腐敗していた小修道院に限られ、規律を保った大修道院は外していたとする見方もある（財産没収説の見解では、抵抗の少ない小修道院から解散を手掛け、大修道院解散を後回しにしていたという説もある）。
1535年1月から規律の乱れを理由に、最高首長代理クロムウェルは全国の修道院へ財産調査の委員を派遣、半年かけて作成した課税台帳（教会財産査定録）を元に解散を進め、翌1536年2月に小修道院解散法を制定して年収200ポンド以下の修道院を解散・財産を没収した。これに対する反発が起こり、イングランド北部で恩寵の巡礼と呼ばれる民衆反乱が勃発したが1537年に政府軍が鎮圧、反乱に驚愕したヘンリー8世とクロムウェルは対象から外していた大修道院も解散させることにして、説得・脅迫など大修道院へ圧力をかけて次々と解散に追い込んだ。1539年に大修道院解散法を制定して議会で解散を追認させ、1540年のウォルサム修道院を最後に修道院は全てイングランドから姿を消した。
修道院領はクロムウェルが修道院解散と合わせて進めていた統治機構改革の一部として、1536年に創設された増収裁判所で売却、修道院領売却で約13万ポンド、貴金属・宝石など約8万ポンドの売却で得た利益と聖職禄は王室経済を潤したが、クロムウェルの死後ヘンリー8世によって起こされた1542年のスコットランドとの戦争（ソルウェイ・モスの戦い）、1544年のフランスとの第五次イタリア戦争の戦費決済に費やされることになる。結局、ヘンリー8世の治世末に修道院解散と土地売却で獲得した約130万ポンドの利益は全て財政難で使い尽くされ、没収された修道院領はやがて王室の手を離れて、約3分の2が貴族・ジェントリ（郷紳）・都市市民層へ流出した。以後も土地売却は続き、エリザベス1世の即位までに売却された土地は約4分の3に達し、大規模な土地移動はジェントリ層が成長していくきっかけとなる。修道院跡地と所有地はジェントリのカントリー・ハウスとして転用されることになるが、解散の名残として現在各地に修道院の廃墟が残っている。